# Оскар (кинопремия, 1934)
6-я церемония награждения кинопремии «Оскар» прошла 16 марта 1934 года.
На церемонии отсутствовали оба лауреата в номинациях за лучшую мужскую и женскую роль — Чарльз Лоутон и Кэтрин Хепбёрн. Лоутон — первый лауреат, награждённый за участие в британском фильме. Впервые были вручены награды в номинации «Лучшая работа ассистента режиссёра». Лауреатами стали сразу семеро ассистентов. Оценивалась их работа не за конкретный фильм, а за достижения в течение года в целом. Номинация просуществовала до 1938 года.

## Победители и номинанты
Список кинокартин, получивших несколько номинаций:
- 4: «Леди на один день», «Кавалькада», «Прощай, оружие!»
- 3: «Маленькие женщины», «Я — беглый каторжник»
- 2: «42-я улица», «Частная жизнь Генриха VIII», «Ярмарка штата»

Список кинокартин, получивших несколько наград:
- 3: «Кавалькада»
- 2: «Прощай, оружие!»

 Победители выделены отдельным цветом. 
| Категории                                         | Лауреаты и номинанты                                                        |
| ------------------------------------------------- | --------------------------------------------------------------------------- |
| Лучший фильм                                      | «Кавалькада»/Cavalcade — Fox                                                |
| Лучший фильм                                      | «42-я улица»/42nd Street — Warner Bros.                                     |
| Лучший фильм                                      | «Леди на один день»/Lady for a Day — Columbia Pictures                      |
| Лучший фильм                                      | «Маленькие женщины»/Little Women — RKO Radio                                |
| Лучший фильм                                      | «Она обошлась с ним нечестно»/She Done Him Wrong — Paramount Publix         |
| Лучший фильм                                      | «Прощай, оружие!»/A Farewell to Arms — Paramount Publix                     |
| Лучший фильм                                      | «Нежная улыбка»/Smilin' Through — Metro-Goldwyn-Mayer                       |
| Лучший фильм                                      | «Частная жизнь Генриха VIII»/The Private Life of Henry VIII — London Films  |
| Лучший фильм                                      | «Я — беглый каторжник»/I Am a Fugitive from a Chain Gang — Warner Bros.     |
| Лучший фильм                                      | «Ярмарка штата»/State Fair — Fox                                            |
| Лучшая режиссёрская работа                        | Фрэнк Ллойд — «Кавалькада»/Cavalcade                                        |
| Лучшая режиссёрская работа                        | Фрэнк Капра — «Леди на один день»/Lady for a Day                            |
| Лучшая режиссёрская работа                        | Джордж Кьюкор — «Маленькие женщины»/Little Women                            |
| Лучшая мужская роль                               | Чарльз Лоутон — «Частная жизнь Генриха VIII»/The Private Life of Henry VIII |
| Лучшая мужская роль                               | Лесли Говард — «Беркли-сквер»/Berkeley Square                               |
| Лучшая мужская роль                               | Пол Муни — «Я — беглый каторжник»/I Am a Fugitive from a Chain Gang         |
| Лучшая женская роль                               | Кэтрин Хепбёрн — «Ранняя слава»/Morning Glory                               |
| Лучшая женская роль                               | Мэй Робсон — «Леди на один день»/Lady for a Day                             |
| Лучшая женская роль                               | Дайана Уиньярд — «Кавалькада»/Cavalcade                                     |
| Лучший адаптированный сценарий                    | «Маленькие женщины»/Little Women — Виктор Херман, Сара Мейсон               |
| Лучший адаптированный сценарий                    | «Леди на один день»/Lady for a Day — Роберт Рискин                          |
| Лучший адаптированный сценарий                    | «Ярмарка штата»/State Fair — Пол Грин, Соня Левин                           |
| Лучший сюжет                                      | «Путешествие в одну сторону»/One Way Passage — Роберт Лорд                  |
| Лучший сюжет                                      | «Боксёр и леди»/The Prizefighter and the Lady — Фрэнсис Марион              |
| Лучший сюжет                                      | «Распутин и императрица»/Rasputin and the Empress — Чарльз МакАртур         |
| Лучшая операторская работа                        | «Прощай, оружие!»/A Farewell to Arms — Чарльз Лэнг                          |
| Лучшая операторская работа                        | «Воссоединение в Вене»/Reunion in Vienna — Джордж Фолси                     |
| Лучшая операторская работа                        | «Крестное знамение»/The Sign of the Cross — Карл Страсс                     |
| Лучшая работа художника-постановщика              | «Кавалькада»/Cavalcade — Уильям С. Дарлинг, Фредрик Хоуп                    |
| Лучшая работа художника-постановщика              | «Когда дамы встречаются»/When Ladies Meet — Седрик Гиббонс                  |
| Лучшая работа художника-постановщика              | «Прощай, оружие!»/A Farewell to Arms — Ханс Драйер, Роланд Андерсон         |
| Лучший звук                                       | «Прощай, оружие!»/A Farewell to Arms — Натан Левинсон                       |
| Лучший звук                                       | «42-я улица»/42nd Street — Хэролд Льюис                                     |
| Лучший звук                                       | «Золотоискатели 1933-го»/Gold Diggers of 1933 — Натан Левинсон              |
| Лучший звук                                       | «Я — беглый каторжник»/I Am a Fugitive from a Chain Gang — Натан Левинсон   |
| Лучший ассистент режиссёра                        | Чарльз Бартон — Paramount Pictures                                          |
| Лучший ассистент режиссёра                        | Рик Джеймс — Universal Studios                                              |
| Лучший ассистент режиссёра                        | Чарльз Дориан — Metro-Goldwyn-Mayer                                         |
| Лучший ассистент режиссёра                        | Дьюи Старки — RKO Radio                                                     |
| Лучший ассистент режиссёра                        | Уильям Таммел — Fox Film Corporation                                        |
| Лучший ассистент режиссёра                        | Фред Фокс — United Artists                                                  |
| Лучший ассистент режиссёра                        | Гордон Холлингшед — Warner Bros.                                            |
| Лучший ассистент режиссёра                        | Сид Брод — Paramount Pictures                                               |
| Лучший ассистент режиссёра                        | Орвилл О. Далл — Metro-Goldwyn-Mayer                                        |
| Лучший ассистент режиссёра                        | Артур Джейкобсон — Paramount Pictures                                       |
| Лучший ассистент режиссёра                        | Перси Икерд — Fox Film Corporation                                          |
| Лучший ассистент режиссёра                        | Эдвард Килли — RKO Radio                                                    |
| Лучший ассистент режиссёра                        | Джозеф А. МакДонаф — Universal Studios                                      |
| Лучший ассистент режиссёра                        | Уильям Дж. Райтер — Universal Studios                                       |
| Лучший ассистент режиссёра                        | Бен Силви — United Artists                                                  |
| Лучший ассистент режиссёра                        | Джон Уотерс — Metro-Goldwyn-Mayer                                           |
| Лучший ассистент режиссёра                        | Фрэнк Шоу — Warner Bros.                                                    |
| Лучший ассистент режиссёра                        | Эл Эллборн — Warner Bros.                                                   |
| Лучший игровой комедийный короткометражный фильм  | «Так это Гаррис!» — Луис Брок                                               |
| Лучший игровой комедийный короткометражный фильм  | «Мистер Магг» — Уоррен Доун                                                 |
| Лучший игровой комедийный короткометражный фильм  | «Список предпочтений» — Луис Брок                                           |
| Лучший игровой новаторский короткометражный фильм | «Кракатау» — Джо Рок                                                        |
| Лучший игровой новаторский короткометражный фильм | «Меню» — Пит Смит                                                           |
| Лучший игровой новаторский короткометражный фильм | «Море» — Educational Pictures                                               |
| Лучший анимационный короткометражный фильм        | «Три поросёнка» — Уолт Дисней                                               |
| Лучший анимационный короткометражный фильм        | «Микки Маус на стройке» — Уолт Дисней                                       |
| Лучший анимационный короткометражный фильм        | «The Merry Old Soul» — Уолтер Ланц                                          |

## Премия за научные и технические достижения
Награда II класса
- Electrical Research Products, Inc.
- RCA-VICTOR Company, Inc.

Награда III класса
- Fox Film Corporation, Фред Джекмен и Warner Brothers Pictures, Сидни Сандерс и RKO Studios, Inc.